# Kršan
Kršan (italsky Chersano) je vesnice a správní středisko stejnojmenné opčiny v Chorvatsku v Istrijské župě. Nachází se asi 11 km severovýchodně od Labinu, 22 km jihovýchodně od Pazinu a asi 51 km severovýchodně od Puly. V roce 2011 žilo v Kršanu 238 obyvatel, v celé opčině pak 2 951 obyvatel. Název je odvozen od chorvatského slova krš, znamenající kras.
V opčině žije významná bosňácká menšina a celkem 235 obyvatel (7,96 % obyvatelstva opčiny) vyznává islám, v samotném Kršanu je však počet muslimů minimální. Muslimové se vyskytují převážně ve vesnici Potpićan.
Součástí opčiny je celkem 23 trvale obydlených vesnic. Dříve byly součástí opčiny i vesnice Brdo, Draga, Dražine, Katun, Mala Kraska, Novi Kršan, Stabljevac a Škabići. Ačkoliv je správním střediskem opčiny vesnice Kršan, jejím největším sídlem je Potpićan.
- Blaškovići – 149 obyvatel
- Boljevići – 86 obyvatel
- Čambarelići – 154 obyvatel
- Jesenovik – 57 obyvatel
- Kostrčani – 30 obyvatel
- Kožljak – 160 obyvatel
- Kršan – 238 obyvatel
- Lanišće – 74 obyvatel
- Lazarići – 96 obyvatel
- Letaj – 43 obyvatel
- Nova Vas – 69 obyvatel
- Plomin – 113 obyvatel
- Plomin Luka – 173 obyvatel
- Polje Čepić – 148 obyvatel
- Potpićan – 513 obyvatel
- Purgarija Čepić – 228 obyvatel
- Stepčići – 40 obyvatel
- Šušnjevica – 69 obyvatel
- Veljaki – 120 obyvatel
- Vozilići – 236 obyvatel
- Zagorje – 116 obyvatel
- Zankovci – 8 obyvatel
- Zatka Čepić – 31 obyvatel

Opčinou procházejí státní silnice D64, D66, D402 a D500 a župní silnice Ž5081 a Ž5172.